# A Long Day's Night
A Long Day's Night è il quarto album dal vivo della hard rock band Blue Öyster Cult, pubblicato il 24 settembre del 2002, ma registrato il 21 giugno 2002 a Chicago. Quel giorno ricadeva il solstizio ed è così spiegato il titolo dell'album.

## Tracce
1. Stairway To The Stars – 3:53 –  (Richard Meltzer, Albert Bouchard, Donald Roeser)
2. Burnin' for You – 4:39 –  (Donald Roeser, Richard Meltzer)
3. O.D.'d On Life Itself – 4:41 –  (Eric Bloom, Albert Bouchard, Joe Bouchard, Sandy Pearlman)
4. Dance On Stilts – 5:49 –  (John Shirley, Donald Roeser)
5. Buck's Boogie– 6:26  –  (Donald Roeser)
6. Mistress Of The Salmon Salt (Quicklime Girl) – 4:58 –  (Albert Bouchard, Sandy Pearlman)
7. Harvest Moon – 4:42 –  (Donald Roeser)
8. Astronomy – 10:19 –  (Joe Bouchard, Albert Bouchard, Sandy Pearlman)
9. Cities on Flame with Rock and Roll – 5:53 –  (Sandy Pearlman, Donald Roeser, Albert Bouchard)
10. Perfect Water – 5:22 –  (Donald Roeser, Jim Carroll)
11. Lips in the Hills – 4:22 –  (Donald Roeser, Eric Bloom, Richard Meltzer)
12. Godzilla – 8:44 –  (Donald Roeser)
13. (Don't Fear) The Reaper – 8:14 –  (Donald Roeser)

## Formazione
- Eric Bloom — voce, chitarra, tastiere
- Buck Dharma — chitarra, voce
- Allen Lanier — tastiere, chitarra
- Danny Miranda — basso
- Bobby Rondinelli — batteria